# Carl Wildner
Carl Wildner, född 6 september 1774 i Norrköping , död 6 oktober 1844, var en svensk skådespelare och teaterdirektör. Han var ledare för sitt eget teatersällskap och direktör för Djurgårdsteatern 1815-1835. 
Wildner var verksam i Broomans och Johan Peter Lewenhagens teatersällskap. Han gifte sig 1812 med Debora Aurora de Broen (1790-1862), dotter till Abraham de Broen och Maria Elisabet de Broen och syster till Isaac de Broen. År 1815 övertog han direktörskapet över Djurgårdsteatern från sin svågers änka. Djurgårdsteatern uppförde skådespel endast under somrarna, och teaterns aktörer turnerade även i landsorten: de räknas dock inte som ett riktigt resande teatersällskap eftersom deras uppträdande utanför Stockholm snarare var gästuppträdanden och deras bas kvarblev i Djurgårdsteatern, något som inte var fallet med övriga teatersällskap, som saknade bas och ständigt var på resa. Wildners teatersällskap ansågs hålla hög kvalitet. Mellan 1822 och 1823 uppträdde hans teatersällskap i Göteborg och hade då ett medlemskap på 18 personer och egen maskinist. Han överlät år 1835 direktörskapet på Pierre Deland (gift med hans frus brorsdotter) och Ulrik Torsslow. 
Carl Wildner var född Engeström där fadern var en rådman, men antog namnet Wildner då i samband med Lewenhagens första turné år 1801. Han hade en dotter Charlotta Lovisa född 14 maj 1801 med aktrisen i Lewenhagens trupp Eva Margareta Nordeman (f. 1778), en ingången äktenskapsförbindelse som aldrig blev fullbordad. Där uppges han i födelsepapperen heta Wildner. Var sedan gift med aktrisen Eva Regina Livin (1785-1811) från 1805 då en son Edvard Wilhelm blev född. Hon dog i barnsäng 1 oktober 1811 efter andre sonen Seth Eberhard blev född. (Källa: se referens nedan)  
Carl Wildner översatte också en del teaterpjäser under sin tid som skådespelare, som: "Banditerne", drama i 5 akter, efter den franska versionen ""Robert, Chef de Brigandes", som i sin tur var efter Friedrich Schillers original "Die Räuber"; "Grefwarne Klingsberg", komedi i 4 akter av August von Kotzebue; "Försoning och Lugn" eller "Andra delen af verldsförakt och ånger", drama i 5 akter av Greve von Soden; "Twå mäns hustru", drama i 3 akter; "Brott af lystnad", drama i 5 akter; "Wexeln" eller "Man blir intet alltid gift för Kontanter", komedi i 4 akter av Jünger; "Ronaldo Rinaldini", skådespel i 5 akter.